# Maria Branzell
Maria Branzell, Mia Branzell, född 24 december 1959 är en svensk formgivare och konstnär. 
Hon är dotter till arkitekten Arne Branzell. Branzell är bland annat utbildad vid KV konstskola i Göteborg och vid Högskolan för design och konsthantverk. 
Branzell arbetar bland annat med glas, textil och belysning. Hon har formgivit produkter för företag som Ikea och Nybro glasbruk.